# Mickey Parade
Mickey Parade géant (autrefois Mickey Parade) était un magazine français bimestriel, publié entre 1966 et 2023, regroupant des bandes dessinées Disney, la plupart du temps de production italienne.

## Histoire

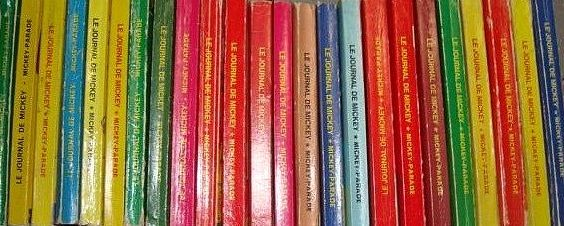
Un lot de Mickey Parade 1ère série, années 1966-1979.

Le premier numéro de Mickey Parade est sorti le 3 avril 1966, sur les presses de la société Édi-Monde. Conçu au départ comme un hors-série du Journal de Mickey, il porte à chaque sortie le numéro du Journal de Mickey de la même semaine avec la mention « bis », indiquant par là-même sa nature de supplément. Le premier numéro porte donc le numéro 723 bis et le simple titre « Mickey Parade ».
À noter que les deux numéros suivants porteront exceptionnellement la mention « Donald Parade » puis « Picsou Parade » sur le dos, peut-être dues à l'incertitude de la phase de lancement.
La première série des Mickey Parade (dite « ancienne série » ou « série bis ») est constituée de 66 numéros, ainsi que de 11 numéros réimprimés à l'identique à partir de 1976 : ils portent alors la mention « nouveau tirage » sur leur premier plat.
Dans un premier temps, la parution est irrégulière puis, à partir de 1968, elle devient trimestrielle, et ce jusqu'en 1972. De 1973 à 1975, cinq volumes sont publiés par an. Et enfin de 1976 à janvier 1980, jusqu'au dernier numéro de l'ancienne série, la parution est bimestrielle.
C'est dans cette série qu'est apparu en France le personnage de Fantomiald (déclinée en trois volumes), dessiné par Giovan Battista Carpi sur un scénario de Guido Martina.
À partir de l'année 1980, débute une nouvelle série; le magazine devient mensuel et adopte une numérotation classique en commençant par le numéro 1, puis 2 le mois suivant, etc. La série est éditée par Édi-Monde (rue de Berri, 8e arrondissement de Paris). En 1990, Disney et Hachette fondent une société de diffusion commune, Disney Hachette Presse (DHP). La société quitte Paris pour s'installer à Levallois-Perret. DHP est ensuite repris par la société Hachette Filipacchi Médias.

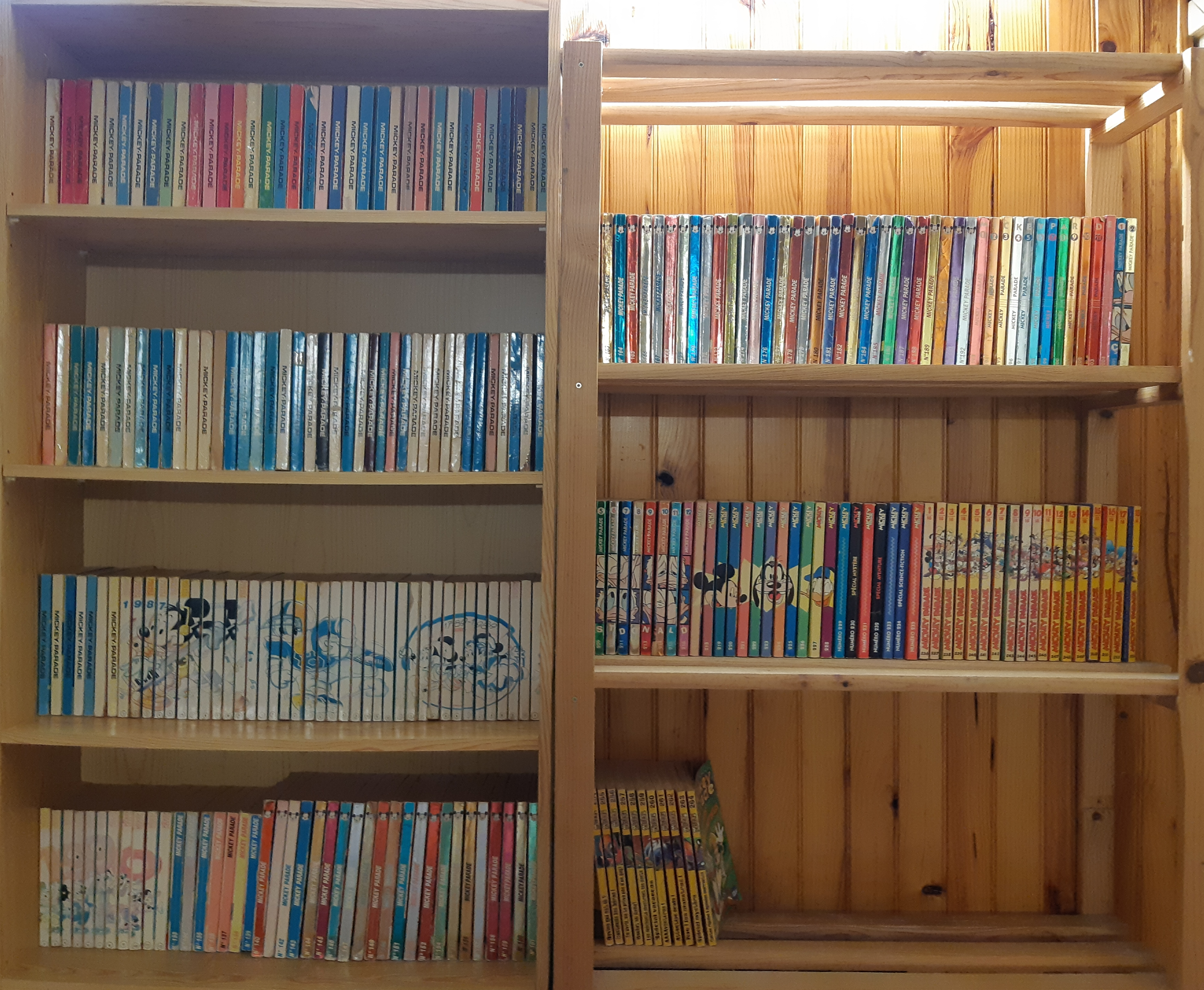
La collection complète de Mickey Parade, du numéro 1 de 1980 au numéro 264 de 2002, avant que la publication ne redevienne bimestrielle et soit renommée Mickey Parade géant.

Le deuxième grand changement dans la vie de Mickey Parade a lieu à partir du numéro 140, où il devient plus grand, en passant de 185 × 125 mm à 205 × 140 mm.
En janvier 2002, avec le numéro 265, Mickey Parade change de nom pour devenir Mickey Parade géant. Il redevient alors bimestriel, son format évolue encore, en devenant plus grand et plus épais. Son logo et sa maquette changent et sont modernisés en février 2007 avec le numéro 296, puis une nouvelle fois depuis mai 2013 avec le numéro 334.
En juillet 2021, le Mickey Parade Géant a connu un nouveau format marquant un tournant dans son apparence éditoriale. Le numéro 383 a été le premier à arborer ce nouveau design, mettant en avant des couvertures plus dynamiques et modernes. Cette évolution a été saluée par les lecteurs, qui ont apprécié la mise en page revisitée ainsi que la mise en avant accrue des histoires plus récentes de Disney.

## Les histoires
Contrairement à Super Picsou géant, les pages du magazine sont au format de trois bandeaux, ce qui permet de publier les bandes dessinées italiennes, le plus souvent à ce format. Il publie à présent également des histoires danoises.
Avec le Journal de Mickey (et dans les années 1990 avec P'tit Loup), Mickey Parade géant était la seule publication Disney Hachette Presse qui contenait des créations françaises. Il s'agissait ici de Michel Souris, un rat se voulant le sosie de Mickey Mouse (personnage imaginé par le scénariste Didier Le Bornec, et dessiné par José Ramón Bernado, puis José Antonio González jusqu'à fin 2009, la création d'histoires étant alors supprimée dans l'ensemble des publications DHP, à l'exception des Mickey Énigmes et des Les p'tits boulots de Donald).

## Fin de publication
Le 3 août 2023, le dessinateur Dav, collaborateur de la revue de longue date, publie un statut sur Facebook annonçant que le magazine arrêtera d'être publié en fin d'année. En effet, à la suite de la baisse des ventes et la hausse constante du prix du papier depuis deux ans, l'éditeur Unique Héritage Media est contraint de stopper la parution.
Le Mickey Parade Géant no 397, paru en octobre, devient l'ultime numéro du magazine publié depuis plus de 57 ans.
La rédaction y laisse pour ses lecteurs comme conclusion dans un article d'au revoir : « N'oubliez jamais : L'aventure est au coin de la case... ».
Le 20 septembre 2024, le magazine fait pourtant son retour sous la forme d'une collection de hors-série thématiques, avec un format plus petit et une jaquette, et retrouve son nom original : Mickey Parade. Le magazine, dont la numérotation recommence au numéro 1, ne comporte que des séries de bandes dessinées italiennes emblématiques de son histoire et ne dispose plus de pages d'actualités. La rédaction du Journal de Mickey indique à ce sujet sur Facebook : « On vous avait dit que l'esprit MPG ne s'éteindrait pas complètement ».